# Aniekpeno Udoh
Aniekpeno Christopher Udoh (Anua, 11 novembre 1996) è un calciatore nigeriano, attaccante svincolato.

## Carriera

### Club
Proveniente dall'Akwa United, Udoh ha firmato un contratto quadriennale coi norvegesi del Viking in data 1º febbraio 2016. Ha esordito in Eliteserien il 10 aprile successivo, subentrando a Karol Mets nella sconfitta casalinga per 0-2 subita contro l'Odd. Il 13 aprile 2016 ha trovato il primo gol con questa maglia, contribuendo alla vittoria per 1-5 sul campo del Vardeneset, in una sfida valida per il primo turno del Norgesmesterskapet.
Il 29 marzo 2017, Udoh è stato ceduto al Levanger con la formula del prestito, valido fino al mese di luglio dello stesso anno: ha scelto di vestire la maglia numero 11. Il 2 aprile ha giocato la prima partita in 1. divisjon, schierato titolare nel pareggio per 2-2 in casa dell'Ullensaker/Kisa. Il 13 maggio è arrivata la prima rete in campionato, con cui ha contribuito al successo per 0-3 sul campo dell'Arendal. Come previsto, a luglio ha fatto ritorno al Viking.
Il 4 agosto 2017, Udoh è stato ceduto ancora in prestito, stavolta agli svedesi del Ljungskile. Il 26 agosto ha debuttato in Division 1, schierato titolare nella sconfitta per 6-1 subita in casa del Karlskrona AIF. Il 23 settembre ha messo a referto le prime reti in squadra, con una doppietta nella vittoria per 2-4 sul campo dell'Assyriska BK.
Tornato al Viking, nel frattempo retrocesso in 1. divisjon, è rimasto in squadra fino alla sessione di calciomercato estiva. Il 6 agosto 2018 ha infatti fatto ritorno al Ljungskile, a titolo definitivo: ha firmato un contratto valido per il successivo anno e mezzo con la compagine svedese.
In vista del campionato 2020, Udoh è stato ingaggiato dai finlandesi del KuPS. L'esordio in Veikkausliiga è arrivato il 1º luglio, quando ha sostituito Rangel nella vittoria per 0-3 in casa dell'HIFK. Il 22 luglio ha siglato la prima rete nella massima divisione locale, nel 3-0 sul Lahti. Il 19 agosto 2020 ha disputato la prima partita nelle competizioni europee per club: è subentranto ancora a Rangel nella sconfitta per 5-0 contro il Molde, sfida valida per i turni preliminari della Champions League.

## Statistiche

### Presenze e reti nei club
Statistiche aggiornate al 21 luglio 2021.
| Stagione          | Club              | Campionato        | Campionato | Campionato | Coppe nazionali | Coppe nazionali | Coppe nazionali | Coppe continentali | Coppe continentali | Coppe continentali | Supercoppe | Supercoppe | Supercoppe | Totale | Totale |
| Stagione          | Club              | Comp              | Pres       | Reti       | Comp            | Pres            | Reti            | Comp               | Pres               | Reti               | Comp       | Pres       | Reti       | Pres   | Reti   |
| ----------------- | ----------------- | ----------------- | ---------- | ---------- | --------------- | --------------- | --------------- | ------------------ | ------------------ | ------------------ | ---------- | ---------- | ---------- | ------ | ------ |
| 2016              | Viking            | ES                | 3          | 0          | CN              | 2               | 1               | -                  | -                  | -                  | -          | -          | -          | 5      | 1      |
| mar.-lug. 2017    | Levanger          | 1D                | 11         | 1          | CN              | 3               | 2               | -                  | -                  | -                  | -          | -          | -          | 14     | 3      |
| ago.-dic. 2017    | Ljungskile        | D1                | 10         | 5          | CS              | -               | -               | -                  | -                  | -                  | -          | -          | -          | 10     | 5      |
| gen.-ago. 2018    | Viking            | 1D                | 5          | 0          | CN              | 0               | 0               | -                  | -                  | -                  | -          | -          | -          | 5      | 0      |
| Totale Viking     | Totale Viking     | Totale Viking     | 8          | 0          |                 | 2               | 1               |                    | -                  | -                  |            | -          | -          | 10     | 1      |
| ago.-dic. 2018    | Ljungskile        | D1                | 13         | 10         | CS              | -               | -               | -                  | -                  | -                  | -          | -          | -          | 13     | 10     |
| 2019              | Ljungskile        | D1                | 27         | 18         | CS              | 0               | 0               | -                  | -                  | -                  | -          | -          | -          | 27     | 18     |
| Totale Ljungskile | Totale Ljungskile | Totale Ljungskile | 50         | 33         |                 | 0               | 0               |                    | -                  | -                  |            | -          | -          | 50     | 33     |
| 2020              | KuPS              | VL                | 21         | 7          | CF              | 7               | 4               | UCL+UEL            | 1+3                | 0+2                | -          | -          | -          | 32     | 13     |
| 2021              | KuPS              | VL                | 8          | 2          | CF              | 1               | 0               | UECL               | 2                  | 1                  | -          | -          | -          | 11     | 3      |
| Totale KuPS       | Totale KuPS       | Totale KuPS       | 29         | 9          |                 | 8               | 4               |                    | 6                  | 3                  |            | -          | -          | 43     | 16     |
| Totale            | Totale            | Totale            | 98         | 43         |                 | 13              | 7               |                    | 6                  | 3                  |            | -          | -          | 117    | 53     |

## Palmarès

### Club

#### Competizioni nazionali
- Coppa di Finlandia: 1

KuPS: 2021